# Harmon Jones
Harmon Jones (Regina, 3 giugno 1911 – Los Angeles, 10 luglio 1972) è stato un regista e montatore canadese.

## Biografia
Nato in Canada con il nome di Harmon Clifford Jones si trasferì poi negli USA. Iniziò la carriera come montatore e poi divenne regista. Nel suo primo lavoro, L'affascinante bugiardo (1951), diresse Marilyn Monroe. Fu regista anche di molte serie televisive come Perry Mason (5 episodi dal 1963 al 1966) e Zorro.
Era il padre di Robert C. Jones, anch'egli montatore e vincitore nel 1979 di un premio Oscar alla migliore sceneggiatura originale per il film Tornando a casa.

## Filmografia

### Regista
- L'affascinante bugiardo (As Young as You Feel) (1951)
- The Pride of St. Louis (1952)
- Paradiso notturno (Bloodhounds of Broadway) (1952)
- La frusta d'argento (The Silver Whip), regia di Harmon Jones (1953)
- La città dei fuorilegge (City of Bad Men) (1953)
- La principessa del Nilo (Princess of the Nile) (1954)
- Gorilla in fuga (Gorilla at Large) (1954)
- Ombre gialle (Target Zero) (1955)
- Canyon River  (1956)
- L'ovest selvaggio (A Day of Fury) (1956)
- La frusta dell'amazzone (Bullwhip) (1958)
- Larsen il lupo (Wolf Larsen) (1958)
- Incident of the Painted Lady episodio della serie televisiva Rawihide (1961)
- Don't Worry, We'll Think of a Title (1966)

### Montatore
- Due donne e un purosangue (Home in Indiana), regia di Henry Hathaway (1944)
- La barriera d'oro (Nob Hill), regia di Henry Hathaway (1945)
- Bandiera gialla (Panic in the Streets), regia di Elia Kazan (1950)